# 아트란티스 (롤러코스터)

아트란티스

아트란티스 어드벤쳐 (Atlantis Adventure)는 대한민국 서울특별시 송파구에 위치한 롯데월드 매직아일랜드의 롤러코스터 중 하나이다. 아틀란티스라는 명칭으로도 많이 불리나, 정식 명칭은 아트란티스다.
2002년에 공사를 시작해서 2003년 10월 26일에 개장하고, 2004년 10월 23일에 1차 리뉴얼 개장했다. 또한 2014년 1월 25일부터 외부공사를 진행하고, 2014년 3월 21일부터 2차 리뉴얼 개장 및 재운행을 시작했다.
아트란티스는 세계 최초로 건설된 '아쿠아트랙스'라는 기종의 롤러코스터로 후룸라이드와 롤러코스터의 특성을 결합한 것이 특징이다. 동절기인 11월에서 3월 사이에는 물 없이 운행하고, 4월에서 10월까지는 물을 동반한다. 보트 운행시 체인 리프트 방식이 아닌 리니어 모터(LSM) 방식을 사용하고 있다. 또한 SUV 안전성 검사에 자기술 개발로 통과하여 "한국에서 가장 안전한 놀이시설"로 알려져 있다. 아트란티스는 자기부상 열차와 유사한 방식의 초고속 급발진 시스템을 가진 국내 최고의 스릴러이다.
2005년 7월 24일엔 상상원정대가 이 놀이기구에서 미션을 수행하기도 했다.
롯데월드 어드벤쳐의 1인자 자리를 차지하고 있는 대표 어트랙션으로 비수기에도 최소 대기시간 1시간이상, 성수기에는 기본적으로 2~3시간은 대기해야 할 정도로 인기가 많다. 8인승의 보트를 타고 잃어버린 미스테리 신전 '아트란티스'를 탐험한단 컨셉을 가지고 있는 롤러코스터이며 초반 72km/h쯤의 속도로 급출발하여 650m의 트랙을 1분 24초만에 다녀온다. 급발진후 72도의 상승, 36도 낙하, 오른쪽 급커브, 72도 낙하가 준비되어있다.
아트란티스 보트 출발 멘트는 "마음의 준비를 단단히 단단히 아트란티스 쏴~!"이며, 시그니처 멘트는 "앞보트 출발해요 뿌뿌!", "뒷보트도 출발해요 뿌뿌!", "가자! 가자! 가자! 고대신전 탐험 쭉쭉 아트란티스 뿌뿌!"이다.

## 정보
- 장소: 롯데월드 매직아일랜드
- 개장: 2003년 10월 26일
- 높이: 최고 높이 21m, 아파트 7층 높이
- 속도: 최고 속도 72km/h, 초반에 3.5초 만에 72km/h로 급발진한다.
- 각도: 최고 각도 72˚
- 투자비용: 약 330억원
- 영업 시간: 9시 30분 ~ 21시 (대기라인 마감은 평균적으로 운행 종료 1시간 전인 20시 전후이며, 아트란티스 정문은 운행 종료 20분전인 20시 40분에 닫힌다.)
- 탑승 조건: 신장 135cm 이상, 신장 190cm 미만[6], 허리둘레 38인치 미만[7][8], 65세 미만[9]

## 사고
2006년 3월 6일 17시 19분 경에 사망 사고가 발생했다. 사망자는 롯데월드 안전과 직원으로, 휴일 날 안전바를 제대로 잠그지 않고 놀이기구에 탑승했다가 급발진 후 터널을 빠져나오는 12m 높이 지점에서 머리를 기구에 부딪힌 뒤 호수 아래로 추락했다. 당시에 아르바이트생은 안전 장치가 제대로 작동되었는지 확인하지 않았고, 사망자도 만취 상태여서 몸을 제대로 가눌 수 없는 상태였다. 아트란티스 사고 이후 롯데월드는 사과의 의미로 2006년 3월 26일에 롯데월드 무료개장을 했다. 예측 이상으로 많은 인파가 롯데월드로 몰렸고, 인파에 밀린 시민 중 일부가 골절 등의 부상을 입었다.

## 같이 보기
- 후렌치레볼루션: 롯데월드 어드벤처 2층에 있는 롤러코스터.
- 혜성특급: 롯데월드 매직아일랜드에 있는 지하 롤러코스터.